# Copitarsia subsignata
Copitarsia subsignata är en fjärilsart som beskrevs av Walker 1857. Copitarsia subsignata ingår i släktet Copitarsia och familjen nattflyn. Inga underarter finns listade i Catalogue of Life.